# 上田市立北小学校
上田市立北小学校（うえだしりつ きたしょうがっこう）は、長野県上田市にある公立小学校。
旧・上田市地区のうち市制施行当時の北部地域を学区としている。
まなびの教室（LD等通級指導教室） が設置されている。

## 概要・歴史
上田市が発足し、小県郡城下村編入合併を経て1922年再編により上田市立尋常高等小学校が発足したが、発足当時本校・高等小学校、東校、西校、南校、城下校の5校で北部地区の児童は本校若しくは西校に通学しなければならないという不便さを強いられていた。上田温泉電気軌道北東線の路線工事により市街地北部の開発が始まると、上田市は1927年に尋常科北校の設置を決め、翌年上田市立尋常高等小学校北校を開校させた。
初代の校舎は1932年までに完成し建物が白かったことから「おしろい学校」と親しまれていた。
1941年に独立して上田市立北尋常小学校と改称するが、その年の4月1日の国民学校令により上田市立北国民学校と改称する。戦後高等科も併設するが1947年に学制改革の第1弾6・3制施行により上田市立北小学校と改称し現在に至っている。

## 沿革
- 1927年 - 上田市議会で北部地区に市立尋常高等小学校の尋常科北校の設置を決める。
- 1928年 - 上田市立尋常高等小学校北校として開校[3]。学校所在地は現在に至るまで不変。
- 1941年 - 上田市立北尋常小学校として独立するがすぐ上田市立北国民学校と改称[3]。
- 1946年 - 上田市立中央国民学校（旧本校・高等小学校→中央尋常高等小学校）から高等科が分置される。
- 1947年 - 学制改革により上田市立北小学校と改称[3]。開校した上田市立第三中学校が併設される[4]。
- 1954年 - 養護学級設置[3]。
- 1957年 - 校歌制定[3]。作詞:関沢欣三、補作:勝承夫、作曲:小村三千三[5]
- 1967年 - 上田市立第三中学校が隣接地に単独校舎敷地を建設し移転。小学校単独に戻り現在に至る。
- 1983年 - FBCコンクールで国土庁長官賞受賞[3]。
- 1994年 - ソニー教育賞優良賞受賞[3]。
- 2007年 - こども音楽コンクール東日本大会優秀賞受賞[3]。